# Autographa purpureofusa
Autographa purpureofusa är en fjärilsart som beskrevs av George Francis Hampson 1894. Autographa purpureofusa ingår i släktet Autographa och familjen nattflyn. Inga underarter finns listade i Catalogue of Life.